# Argonay
Argonay este o comună în departamentul Haute-Savoie din sud-estul Franței. În 2009 avea o populație de 2.439 de locuitori.

## Evoluția populației
| An        | 1975 | 1982  | 1990  | 1999  | 2006  | 2009  |
| --------- | ---- | ----- | ----- | ----- | ----- | ----- |
| Populație | 968  | 1.054 | 1.520 | 1.886 | 2.170 | 2.439 |